# Agrorodeo
Agrorodeo ist ein Handelsunternehmen in Litauen. Sein Kerngeschäft ist der internationale Handel mit Protein-Futtermittelzusatzstoffen, Düngemitteln und Samen aus landwirtschaftlicher Pflanzenproduktion. Seit 2007 ist Agrorodeo  Mitglied der Grain and Feed Trade Association. Seit 2008 besitzt das Unternehmen ein GTP-Zertifikat nach dem European Good Trading Practice Code und wird diesbezüglich jährlich auditiert. Seit 2010 unterhält das Unternehmen in Liepāja (Lettland) ein eigenes Kornlager mit einer Speicherkapazität von 20.000 Tonnen. Agrorodeo besitzt ein Tochterunternehmen namens UAB Agrorodeo Plius. 2012 machte Agrorodeo einen Umsatz von 1,13 Mrd. Litas (327,27 Mio. Euro).